# IC 4896
IC 4896 ist eine Spiralgalaxie vom Hubble-Typ Sb im Sternbild Pfau am Südsternhimmel. Sie ist schätzungsweise 466 Millionen Lichtjahre von der Milchstraße entfernt und hat einen Durchmesser von etwa 125.000 Lj.
Das Objekt wurde am 3. Oktober 1901 von DeLisle Stewart entdeckt.